# Renaut de Beaujeu
Renaut de Beaujeu (nombre con el que se conoce a Renaut de Baugé, 1165 - 1230) fue un escritor de novela artúrica El Bello Desconocido, texto de 6266 rimas octosílabas realizado alrededor de 1200.

## Biografía
Renaud de Beaujeu, o más precisamente Renaut de Bâgé o de Baugé de acuerdo con la antigua ortografía, señor de Saint-Trivier, fue el tercer hijo de Renaud (Raynald o) III señor de Baugé entre 1153-1180, quien falleció en una guerra que enfrentó a los señores de Beaujeu y al conde Mâconnais, celosos por su poder en el señorío de Baugé en Bresse. Su hermano mayor, Ulrich III, señor de Baugé entre 1180 y 1220, tuvo un hijo de su primer matrimonio llamado Guy, que murió durante la Quinta Cruzada, y se casó en segundas nupcias con Alexandrine Viena, hija de Géraud Ier de Mâcon.
Renaut es conocido por los medievalistas como autor de la novela en verso El Bello desconocido, que firmó al final con el nombre «Renals de Baujieu». También escribió poemas corteses, uno de los cuales es citado en Le Roman de la Rose de Jean Renart (c. 1456-1469): Renaut de Baujieu, / De Rencien le bon chevalier (v. 1451-1452). En el siglo XIX Gaston Paris llegó a la conclusión de que esta cita mostraría que él fue un caballero y que el poema era bien conocido a principios del siglo XIII.